# Malapterurus stiassnyae
Malapterurus stiassnyae és una espècie de peix de la família dels malapterúrids i de l'ordre dels siluriformes.

## Morfologia
- Els mascles poden assolir 30 cm de llargària total.
- Nombre de vèrtebres: 38-42.[4]

## Distribució geogràfica
Es troba a Àfrica: des de Guinea fins a Libèria.